# Sajany
Sajany (rusky Саяны, Sajany, burjatsky Саяан, Sajaan) je asi 1 000 km dlouhý a 300 km široký horský systém ve Střední Asii, na rozhraní Ruska a Mongolska, severovýchodně od pohoří Altaj. Pásmo Sajan se táhne od 96 stupně východní délky až k jihozápadnímu břehu jezera Bajkal na 106 stupni východní délky. Nejvyšší horou je Munku Sardyk (rusky Мунку-Сардык, burjatsky Мүнхэ-Һарьдаг) s 3492 m n. m. Oblast pohoří leží v povodí řeky Jenisej.

## Členění
Pohoří Sajany se člení na tři části:
- Západní Sajan – nejvyšší vrchol Kyzyl-Tajga (3 121 m)
- Východní Sajan (rusky Восточный Саян, Vostočnyj Sajan burjatsky Зүүн Саяан, Züün Sajaan) – nejvyšší vrchol Munku Sardyk (3 492 m)
- hřebeny Tannu-Ola – nejvyšší vrchol Chan Tajga (3 351 m)

Západní Sajan se táhne z Chakaské republiky po severní hranici Tuvy s Krasnojarským krajem. Horní Jenisej teče nejdříve z východu na západ jižně od Západního Sajanu, posléze si proráží cestu Západním Sajanem na sever. Údolí Horního Jeniseje a Chemčiku odděluje Západní Sajan od hřebene Tannu-Ola, který tvoří hranici mezi Tuvou a Mongolskem. Východní Sajan tvoří rozsáhlá hornatina, která začíná v okolí Krasnojarsku a táhne se převážně jihovýchodním směrem k hranicím Tuvy a dále do Burjatska. Kulminuje hřebenem Velký Sajan (Большой Саян) na burjatsko-mongolské hranici. Na severovýchodě ho Irkutsko-čeremchovská rovina odděluje od Angarské plošiny a hor na západním pobřeží Bajkalu. Na jižním okraji Bajkalu navazuje na Východní Sajan hřeben Chamar-Daban. Na mongolské straně spadají navazující hřebeny kolem jezera Chövsgöl do údolí Selengy.
Vedle nejvyšší hory Munku-Sardyk ve Východním Sajanu najdeme následující významné vrcholy a hřbety: štít Topografů (rusky пик Топографов, pik Topografov, burjatsky Топоографуудай орьёл, Topoografuudaj or'ël), 3044 m; Munku-Sasan (rusky Мунку-Сасан, Munku-Sasan, burjatsky Мүнхэ-Саһан, Münche-Sahan), 3164 m; Tunkinské golce (rusky Тункинские гольцы, Tunkinskie gol'cy, burjatsky Түнхэнэй мундарганууд, Tünchenej mundarganuud), 3284 m; Kropotkinův hřbet (rusky хребет Кропоткина, hrebet Kropotkina, burjatsky Кропооткиной дабаан, Kropootkinoj dabaan), 3114 m; Bělské golce (rusky Бельские гольцы, Bel'skie gol'cy, burjatsky Бүлэнэй мундарганууд, Bülenej mundarganuud), Velký Sajan (rusky Большой Саян, Bol'šoj Sajan, burjatsky Ехэ Саяан, Jeche Sajaan), Kitojské golce (rusky Китойские гольцы, Kitojskie gol'cy, burjatsky Хутиин мундарганууд, Chutiin mundarganuud), Okinský hřbet (rusky Окинский хребет, Okinskij hrebet, burjatsky Ахын дабаан, Achyn dabaan).

## Geologie
Vývoj Sajanů lze sledovat zpět až do prvohorního kaledonského vrásnění. Tehdy vyzdvižené pohoří bylo však erozí srovnáno; znova bylo vyzdviženo ve třetihorách a vymodelováno čtvrtohorními ledovci. Z hornin převažuje žula (staré prvohorní vrstvy vystupují na povrch zejména v západní části).